# Ten Katestraat
De Ten Katestraat is een straat in de Kinkerbuurt in Amsterdam-West. De straat loopt van noord naar zuid haaks op de Kinkerstraat. De straat begint bij de Jan Hanzenstraat en kruist vervolgens de Wenslauerstraat, Bellamystraat, Hasebroekstraat, Kinkerstraat, Borgerstraat en Jacob van Lennepstraat. De straat eindigt bij de Jacob van Lennepkade.
De straat is vooral bekend door een van de grotere markten van Amsterdam. Deze markt bevindt zich in het middelste gedeelte van de straat aan weerszijden van de Kinkerstraat. De markt wordt zes dagen van de week gehouden, behalve zondag. De straat zelf kent eenrichtingsverkeer van noord naar zuid. Gedurende de markturen is er echter geen verkeer mogelijk en is dit deel van de straat alleen toegankelijk voor voetgangers.
Vanuit de straat voert de Hannie Dankbaarpassage naar De Hallen, in de voormalige remise Tollensstraat.
De straat ligt ongeveer op de plek waar zich vroeger de Kwakerspoel bevond. Het grondgebied behoorde tot 1896 tot de gemeente Nieuwer-Amstel en werd dat jaar door Amsterdam geannexeerd voor stadsuitbreiding. De naam van de straat is nog door een raadsbesluit van Nieuwer-Amstel vastgesteld op 30 oktober 1890 en vernoemd naar Nederlandse predikant-dichter Jan Jakob Lodewijk ten Kate.

## Trivia
De in 2008 overleden Henk Bakker sr., voormalig gemeenteraadslid van Leefbaar Amsterdam van 2002-2006, had een meubelzaak in de Ten Katestraat. 